# Confrontos no Paquistão em maio de 2023
Os confrontos no Paquistão em maio de 2023, ou protestos contra a prisão de Imran Khan, foram uma série de protestos e tumultos em todo o Paquistão que começaram em maio de 2023.
No dia 9 de maio de 2023, o ex-premiê Imran Khan foi preso - desencadeando violentos protestos e manifestações. Websites de mídia social foram bloqueados no Paquistão quando os protestos começaram, com Youtube, Twitter e Facebook bloqueados indefinidamente a partir de meados de maio. Quase 125 milhões de pessoas foram afetadas pela decisão do governo de suspender a banda larga móvel e bloquear o acesso a aplicativos de mídia social.
Os manifestantes visaram principalmente edifícios militares, saqueando a residência do chefe do exército em Lahore e tentando tomar o quartel-general do exército em Rawalpindi. As estradas também foram bloqueadas. As autoridades reagiram com violência: oito pessoas foram mortas de acordo com o primeiro relatório provisório e mais de 2.000 foram presas. As escolas foram fechadas, o acesso à internet restrito ou cortado para impedir a organização dos manifestantes e as reuniões públicas proibidas. Os principais líderes do Pakistan Tehreek-e-Insaf (PTI), o partido de Imran Khan, são presos, incluindo ex-ministros.

## Antecedentes
Esses confrontos fazem parte de uma agitação política em andamento mais ampla no Paquistão, desencadeada com a destituição do ex-primeiro-ministro Imran Khan de seu cargo por meio de uma votação de moção de desconfiança. Como resultado da ação bem sucedida do Movimento Democrático do Paquistão (uma aliança de treze partidos políticos da oposição), Imran Khan se tornou o primeiro premiê paquistanês a ser removido por moção de desconfiança. Após a expulsão do cargo, Khan alegou que foi destituído pelo Movimento Democrático do Paquistão com o apadrinhamento da conivência entre os Estados Unidos e o establishment militar do Paquistão. O exército paquistanês havia apoiado sua ascensão ao poder em 2018 e depois se voltou contra ele, descontente com a aproximação comercial e diplomática com a China e a Rússia em detrimento dos Estados Unidos, tradicionais aliados de Islamabad e dos militares paquistaneses.

## Contexto
A prisão de Imran Khan em 9 de maio levou a grandes manifestações espontâneas: “As manifestações mostram a enorme diversidade social, étnica e de gênero de seus apoiadores. As mulheres, das classes altas e trabalhadoras, uma multidão muito determinada que se revoltou contra o exército, mas também contra o governo, o judiciário e até a mídia. Imran Khan cristaliza a raiva, a angústia, as frustrações nascidas da crise social e econômica e que não podem ser expressas por outros canais, por falta de contrapoderes, de órgãos intermediários, de sindicatos" sublinha Laurent Gayer, pesquisador do Centre de recherches internationales (CERI) e especialista no Paquistão. A ira repentina representa sete décadas de frustração em uma sociedade que viu os militares interferirem constantemente nos assuntos políticos, econômicos e até sociais do país. A juventude paquistanesa também se revoltou contra as dinastias políticas que dominam os partidos tradicionais.

## Desenvolvimento
Os confrontos foram  breves, porém marcados pela violência e morte de dezenas de civis. Em 9 de maio, Khan foi preso devido ao caso Al-Qadir Trust  e protestos em massa foram realizados em todo o Paquistão.
Na sequência, os manifestantes reivindicaram que Khan foi preso por ordem do Exército do Paquistão devido a sua postura antimilitar. Os manifestantes começaram a atacar várias instalações militares em todo o país. O Quartel General do Exército do Paquistão e a residência oficial do Comandante do Corpo de Lahore foram atacados pela multidão violenta. Em Islamabad bloqueou-se uma das principais rodovias de entrada e saída da capital, as pessoas também atearam fogo e atiraram pedras durante este evento inicial. Uma pessoa morreu na localidade de Quetta.
Os manifestantes em Peshawar também incendiaram as instalações da Rádio Paquistão em protesto. Além disso, pararam à força uma ambulância que estava a caminho de um hospital, tiraram o motorista e o paciente do veículo e começaram a atirar pedras primeiro e depois atearam fogo.  Houve muitos confrontos durante esses protestos também. Nesse momento, foi autorizado o fechamento das redes sociais, impactando YouTube, Twitter e Facebook.
Os antigos ministros que serviram no gabinete do ex-primeiro-ministro Imran Khan, como Shah Mahmood Qureshi, Asad Umar e Fawad Chaudhry, estão entre os que foram presos durante os protestos. O ministro-chefe de Gilgit-Baltistan, Khalid Khurshid, foi colocado em prisão domiciliar em Islamabad.
As autoridades impuseram a Seção 144 (reunião ilegal) em todas as províncias do Paquistão, e o Ministro do Interior, Rana Sanaullah, solicitou o destacamento de soldados do Exército do Paquistão em Punjab e Khyber Pakhtunkhwa, pois a força policial foi considerada incapaz de lidar com a situação. Como resultado, dez companhias do Exército foram enviadas para Punjab depois que o anúncio foi feito.
No entanto, a Suprema Corte do Paquistão considerou ilegal a prisão de Imran Khan, ordenando que as autoridades paquistanesas o libertassem.
O exército foi implantado em todo o país enquanto o número de mortos aumentava nos confrontos entre manifestantes e os militares.

## Resultado

### Libertação de Imran Khan
Em 12 de maio, Khan foi libertado sob fiança e seguiu para sua residência pessoal em Lahore. Uma vez fora da prisão, ele afirmou que "tenho 100% de certeza de que serei preso novamente" e também observou que mandados de prisão serão emitidos para sua esposa, Bushra Bibi, e que ela provavelmente também será presa. Em uma tentativa de conter a situação, o governo paquistanês desligou a restante da internet, o que não conseguiu sufocar o descontentamento e alimentou ainda mais os protestos em todo o país.
A polícia paquistanesa cercou a casa de Khan em Lahore em 17 de maio. As autoridades deram um prazo de 24 horas para que ele entregasse os suspeitos, ligados à violência da semana anterior, supostamente abrigados em sua casa, mas o prazo expirou sem sua prisão. Khan disse que pediu aos jornalistas que viessem à sua casa, o que levou a uma desescalada com a polícia. "Então isso desarmou a situação porque claramente não havia terroristas. Então foi aí que a polícia não pôde agir", acrescentou o ex-primeiro-ministro.

### Tumultos e violência
Os protestos degeneraram em violência, causando grandes estragos e danos. Incêndios criminosos, vandalismo e ataques a instalações governamentais e militares foram cometidos por manifestantes. A legislação antiterrorismo foi usada e vários processos foram movidos contra os responsáveis pelos tumultos.

### Resposta governamental
O Departamento Interno de Punjab estabeleceu 53 equipes de investigação conjunta formadas por policiais para investigar minuciosamente os casos relacionados aos distúrbios em reação à crescente violência. Com o consentimento do subcomitê de lei e ordem do gabinete de Punjab, várias equipes de investigação foram criadas. Cada uma delas, recebeu um procurador do Ministério Público para ajudar na investigação.

### Prisões e processos
Mais de mil pessoas teriam sido presas em conexão com os tumultos apenas em Lahore, de acordo com relatórios da polícia de Punjab. Segundo relatos, 5.615 supostos manifestantes foram detidos em Punjab. Numerosos casos foram relatados à polícia, a maior parte dos quais cobertos por regulamentos antiterrorismo. As cidades mais atingidas foram Lahore, Rawalpindi, Sargodha, Gujranwala, Faisalabad e Multan, com números variáveis de casos relatados em cada lugar.